# 12 Pułk Moździerzy

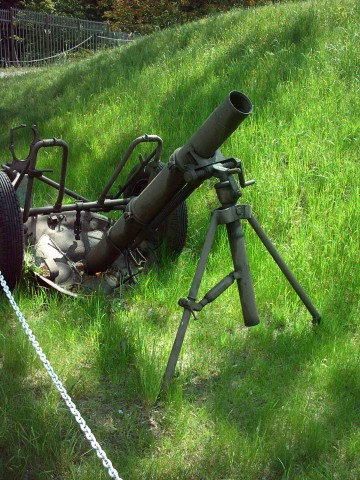
120 mm moździerz wz. 1938

12 pułk moździerzy (12 pm) – oddział artylerii ludowego Wojska Polskiego.
Pułk sformowany został w 1950, w garnizonie Krotoszyn, w składzie 10 Dywizji Zmechanizowanej na podstawie etatu Nr 5/45 o stanie 724 żołnierzy.
W 1955 został rozformowany.

## Skład organizacyjny
- Dowództwo pułku
  - dwa dywizjony moździerzy
  - pułkowa szkoła podoficerska

Uzbrojenie pułku stanowiły 42 moździerze 120 mm wz 38.